# عکس گویاست عزیزم
عکس گویاست عزیزم (به انگلیسی: The Picture Speaks, Dear) یا عکس سخن می‌گوید(به تامیلی: Chithiram Pesuthadi) فیلمی هندی محصول سال ۲۰۰۶ و به کارگردانی میسکین است. در این فیلم بازیگرانی همچون نارین و بهاوانا ایفای نقش کرده‌اند.